# 니콜 칼팬

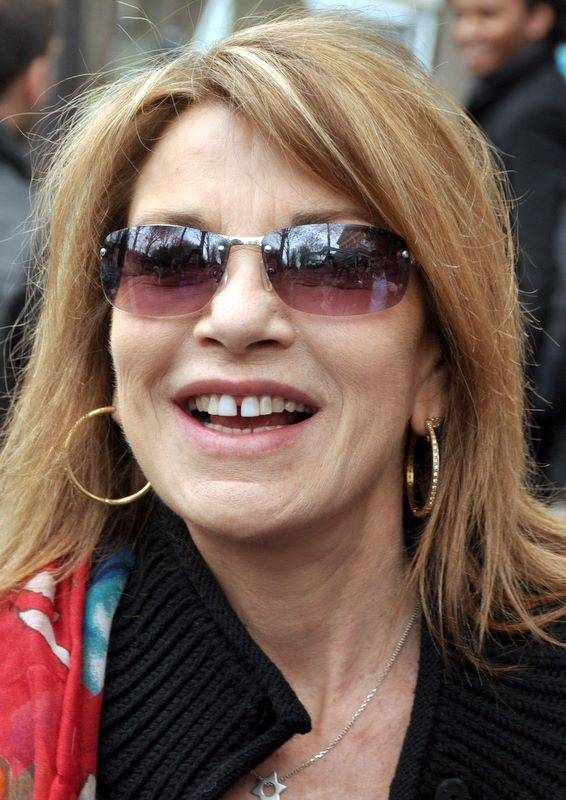

니콜 칼팬(Nicole Calfan, 1947년 3월 4일 ~ )은 프랑스의 배우, 작가, 영화배우이다.
파리에서 태어났다.

## 영화
- 넘버원 전화사기단 (2017년) - 로즈 페레즈 역
- 올모스트 차밍 (2013년) - 미레이유 역
- 내가 속인 진실 2 (2001년)
- 화려한 사기꾼 (1988년)
- 내 사랑 맥스 (1986년)
- 갱 (1977년)
- 허가받은 살인 (1975년)
- 사총사 (1975년)
- 삼총사 (1973년)
- 에메랄드 강도 사건 (1971년)
- 볼사리노 (1970년)
- 그레이트 러브 (1969년)